# Euphaedra medonoides
Euphaedra medonoides är en fjärilsart som beskrevs av Wichgraf 1913. Euphaedra medonoides ingår i släktet Euphaedra och familjen praktfjärilar. Inga underarter finns listade i Catalogue of Life.